# گالودورو
گالودورو (به ایتالیایی: Gallodoro) یک کومونه در ایتالیا است که در استان مسینا واقع شده‌است.

## خصوصیات
گالودورو ۶٫۹ کیلومترمربع مساحت و ۴۰۲ نفر جمعیت دارد و ۳۸۸ متر بالاتر از سطح دریا واقع شده‌است.